# Kritička teorija
Kritička teorija je refleksivna procjena i kritika društva i kulture primjenom znanja iz društvenih i humanističkih znanosti kako bi razotkrile i izazvale strukture moći. Tvrdi da su socijalni problemi pod utjecajem i da ih više stvaraju društvene strukture i kulturne pretpostavke, nego pojedinačni i psihološki čimbenici. Kritička teorija ima svoje izvore u sociologiji, ali i u književnoj kritici. Sociolog Max Horkheimer opisao je teoriju kritičnom kada nastoji "osloboditi ljudska bića od okolnosti koje ih čine robovima".
Intelektualci koji su pobornici kritičke teorije ne nastoje biti politički nepristrani, nego radije predstavljati filozofski glas nove ljevice.
U sociologiji i političkoj filozofiji pojam Kritička teorija opisuje zapadni marksizam Frankfurtske škole koji je razvijen u Njemačkoj 1930-ih godina. Ovaj termin zahtijeva pravilno korištenje, jer primjerice "kritička teorija" ili "kritička društvena teorija" mogu imati slične elemente, ali ne naglašavaju intelektualno podrijetlo specifično za Frankfurtsku školu. Kritički teoretičari Frankfurtske škole oslanjali su se na kritične metode Karla Marxa i Sigmunda Freuda. Kritička teorija tvrdi da je ideologija glavna prepreka ljudskom oslobađanju. Kritička teorija je osnovana kao škola mišljenja prvenstveno od strane teoretičara Frankfurtske škole Herberta Marcusea, Theodora Adorna, Maxa Horkheimera, Waltera Benjamina i Ericha Fromma. Na modernu kritičku teoriju dodatno su utjecali György Lukács i Antonio Gramsci, kao i drugi učenjaci Frankfurtske škole, osobito Jürgen Habermas. U Habermasovom radu,  kritička je teorija nadmašila svoje teorijske korijene u njemačkom idealizmu i napredovala bliže američkom pragmatizmu. Zabrinutost za društvenu "bazu i nadgradnju" jedan je od preostalih marksističkih filozofskih koncepata u velikom dijelu suvremene kritičke teorije.
Postmoderna kritička teorija analizira fragmentaciju kulturnih identiteta kako bi dovela u pitanje koncepte modernog doba kao što su metapripovijesti, racionalnost i univerzalne istine, dok politizira društvene probleme "smještajući ih u povijesni i kulturni kontekst, kako bi se uključili u proces prikupljanja i analiziranja podataka i razmotrili svoja otkrića".
Suvremena kritička teorija nastala je stanovitom evolucijom teoretskih gledišta koje su ranije označavana terminom "kulturni marksizam".

## Pregled
Kritičku teoriju prvi je definirao Max Horkheimer iz Frankfurtske škole sociologije u svom eseju iz 1937. godine Tradicionalna i kritička teorija : Kritička teorija socijalna je teorija orijentirana na kritiku i promjenu društva u cjelini, za razliku od tradicionalne teorije koja je usmjerena samo na njezino razumijevanje i objašnjenje. Horkheimer je htio razlikovati kritičku teoriju kao radikalni, emancipacijski oblik marksističke teorije, kritizirajući i model znanosti koji je iznio logički pozitivizam, i ono što je zajedno sa svojim kolegama vidio kao prikriveni pozitivizam i autoritarizam ortodoksnog marksizma i komunizma. Opisao je teoriju kritičnom kada želi "osloboditi ljudska bića od okolnosti koje ih čine robovima". Kritička teorija uključuje normativnu dimenziju, bilo kroz kritiziranje društva iz neke opće teorije vrijednosti i normi ili kroz kritiziranje u smislu vlastitih podržanih vrijednosti.
Ključni pojmovi kritičke teorije su sljedeći: 
1. Kritička društvena teorija trebala bi biti usmjerena na cjelokupnost društva u njegovoj povijesnoj specifičnosti (tj. kako je došlo do organizacije u određenom trenutku), i
2. Kritička bi teorija trebala poboljšati razumijevanje društva, povezujući sve glavne društvene znanosti, uključujući geografiju, ekonomiju, sociologiju, povijest, politologiju, antropologiju i psihologiju.

Ova verzija „kritičke“ teorije proizlazi iz Kantove (18. st.) i Marxove (19. st.) upotrebe termina „ kritika“, kao u Kantovoj Kritici čistog uma i Marxovom konceptu da njegov rad Kapital (Das Kapital) tvori "kritiku političke ekonomije". Za Kantov transcendentalni idealizam "kritika" znači ispitivanje i utvrđivanje granica valjanosti sposobnosti, vrste ili tijela znanja, posebno kroz razmatranje ograničenja koja su nametnuta temeljnim, nepomirljivim konceptima koji se koriste u tom sustavu znanja. 
Kantov pojam kritike bio je povezan s preokretom lažnih društvenih i političkih uvjerenja koji se nisu mogli dokazati, jer je Kantova kritika razuma uključivala kritiku dogmatskih teoloških i metafizičkih ideja i bila je isprepletena s jačanjem etičke autonomije iprosvjetiteljskom kritikom praznovjerja i iracionalnog autoriteta. Kantov neposredni poticaj za pisanje njegove „Kritike čistog razuma“ bilo je rješavanje problema koje je stvorio skeptični empirizam Davida Humea, koji je u napadu na metafiziku koristio razum i logiku raspravljanja protiv spoznaje svijeta i uobičajenih pojmova uzročno-posljedične veze. Kant je, za razliku od toga, zahtijevao korištenje a priori metafizičkih tvrdnji kao nužnih, jer ako bi se za išta moglo reći da se može "znati", trebalo bi se osnovati na apstrakcijama, različitim od razumnih pojava. 
Marx je pojam kritike izričito razvio u kritici ideologije i povezao je s praksom socijalne revolucije, kako je navedeno u njegovoj čuvenoj 11. Tezi o Feuerbachu : "Filozofi su samo tumačili svijet, na različite načine; bit je da ga se promijeni. "
Jedna od karakteristika po kojoj se razlikuju kritičke teorije, kao što su to Adorno i Horkheimer objavili u svojoj Dijalektici prosvjetiteljstva (1947), je izvjesna dvosmislenost vezana uz konačni izvor ili temelj društvene dominacije, podvojenost koja je potaknula razvoj "pesimizma" nove kritičke teorije o mogućnosti ljudske emancipacije i slobode . Ta je podvojenost, naravno, ukorijenjena u povijesnim okolnostima u kojima je djelo izvorno nastalo, posebno usponom nacionalsocijalizma, državnog kapitalizma i kulturne industrije kao potpuno novih oblika društvene dominacije koji se ne mogu adekvatno objasniti unutar pojmova tradicionalne marksističke sociologije.
Za Adorna i Horkheimera, državna intervencija u ekonomiji djelotvorno je ukinula napetost između "odnosa proizvodnje" i "materijalno produktivnih snaga društva", napetost koja je, prema tradicionalnoj kritičkoj teoriji,    predstavljala glavno proturječje unutar kapitalizma. Tržište (kao "nesvjesni" mehanizam distribucije robe) zamijenjeno je centraliziranim planiranjem .
Ipak, suprotno Marxovom čuvenom predviđanju u Predgovoru Doprinosa Kritici Političke Ekonomije, ovaj pomak nije doveo do "doba socijalne revolucije ", već do fašizma i totalitarizma. Kao takva, kritička teorija je ostavljena, prema riječima Jirgena Habermasa, bez "ičega u rezervi na što bi se moglo prizivati, i kad snage proizvodnje uđu u ubitačnu simbiozu s proizvodnim odnosima koje su trebale potpuno promijeniti, više ne postoji dinamičnost na kojoj bi kritika mogla temeljiti svoju nadu". Za Adorna i Horkheimera ovo je predstavljalo problem - kako objasniti očitu upornost dominacije u nedostatku same proturječnosti koja je, prema tradicionalnoj kritičkoj teoriji, i sama bila izvor dominacije. 
U 1960-ima, Jürgen Habermas, zagovornik kritičke društvene teorije, podigao je epistemološku raspravu na novu razinu u svojim Znanjima i Ljudskim interesima, na način da je identificirao kritička znanja utemeljena na principima koji su je razlikovali od prirodnih znanosti ili humanističke znanosti, kroz orijentaciju na samorefleksiju i emancipaciju. Iako nezadovoljan mišljenjima Adorna i Horkeimera, koja su bila predstavljena u Dijalektici prosvjetiteljstva, Habermas smatra da, kroz oblik instrumentalne racionalnosti, doba modernosti označava odmak od oslobađanja prosvjetljenja i pomak prema novom obliku ropstva. U Habermasovom je radu kritička teorija nadišla svoje teorijske korijene u njemačkom idealizmu i napredovala bliže američkom pragmatizmu. 
Habermas sada ima velik utjecaj na filozofiju prava u mnogim državama - primjerice, u stvaranju socijalne filozofije prava u Brazilu, a njegova teorija također ima potencijal da diskurs prava postane važna institucija suvremenog svijeta kao baština prosvjetljenja.
Na njegove ideje o odnosu moderne i racionalizacije u tom smislu snažno utječe Max Weber. Habermas je proučavao dalje elemente kritičke teorije koje su proizašle iz hegelovskog njemačkog idealizma, iako njegova misao ostaje široko marksističkog karaktera u svom epistemološkom pristupu. Možda su njegove dvije najutjecajnije ideje zapravo koncepti javne sfere i komunikativnog djelovanja ; kasnije dolaze djelomično kao reakcija na nove post-strukturne ili takozvane " postmoderne " izazove diskursa moderne. U njegovoj se teoriji mogu osjetiti redovita dopisivanja s Richardom Rortyjem, kao i snažan osjećaj filozofskog pragmatizma; misao koja često prelazi granice između sociologije i filozofije. 

## Kritička teorija i akademska područja

### Postmoderna kritička društvena teorija
Dok se modernistička kritička teorija (kako je gore opisano) odnosi na "oblike vlasti i nepravde koje su ispratile evoluciju industrijskog i korporativnog kapitalizma kao političko-ekonomskog sustava," postmoderna kritička teorija politizira društvene probleme "smještajući ih u povijesni i kulturni kontekst, kako bi se uključili u proces prikupljanja i analiziranja podataka i razmotrili svoja otkrića. " Značenje se, samo po sebi, smatra nestabilnim zahvaljujući brzoj transformaciji društvenih struktura. Kao rezultat toga, fokus istraživanja je radije usmjeren na lokalne manifestacije, prije nego na široke generalizacije. 
Postmoderno kritičko istraživanje karakterizira i kriza reprezentacije, koja odbacuje ideju istraživačkog djela kao „objektivnog prikaza stabilnog drugog“. Umjesto toga, mnogi su postmoderni znanstvenici usvojili "alternative koje potiču razmišljanje o 'politici i poeziji' njihovog rada. U tim se prikazima pojašnjavaju utjelovljeni, kolaborativni, dijaloški i improvizacijski aspekti kvalitativnog istraživanja ".
Pojam "kritička teorija" često se koristi kada autor djeluje u sociološkom smislu, ali napada društvene ili humanističke znanosti (nastojeći ostati "izvan" tih okvira istraživanja). Jedan od takvih autora je Michel Foucault.
Jean Baudrillard je također opisan kao kritički teoretičar do te mjere da je bio nekonvencionalan i kritičan sociolog; ovo je odobrenje slično, usko ili nimalo povezano s Frankfurtskom školom.
Jürgen Habermas iz Frankfurtske škole jedan je od ključnih kritičara postmodernizma.
Kritička je teorija usmjerena na jezik, simbolizam, komunikaciju i društvenu konstrukciju. Kritička se teorija primjenjuje unutar društvenih znanosti kao kritika društvene konstrukcije i postmodernog društva.

### Studije komunikacije
Od 1960-ih i 1970-ih pa nadalje, jezik, simbolizam, tekst i značenje postali su teorijski temelj humanističkih znanosti, i to kroz utjecaj Ludwiga Wittgensteina, Ferdinanda de Saussurea, Georgea Herberta Meada, Noama Chomskya, Hans-Georga Gadamera, Rolanda Barthesa, Jacquesa Derrida i drugih mislioca u lingvističkoj i analitičkoj filozofiji, strukturalnoj lingvistici, simboličkom interakcionizmu, hermeneutici, semiologiji, lingvistički orijentiranoj psihoanalizi ( Jacques Lacan, Alfred Lorenzer ) i dekonstrukciji.     
Kad je 1970-ih i 1980-ih Jürgen Habermas redefinirao kritičku društvenu teoriju kao studiju komunikacije, tj. komunikacijsku kompetenciju i komunikacijsku racionalnost s jedne strane, a iskrivljenu komunikaciju s druge, dvije verzije kritičke teorije počele su se preklapati na mnogo većem stupanju nego prije.     

### Pedagogija
Kritički su teoretičari pripisali najveće zasluge Paulu Freireu za prve primjene kritičke teorije u obrazovanju / pedagogiji. Smatraju da je njegovo najpoznatije djelo Pedagogija obespravljenih, temeljni tekst u onome što je danas poznato kao filozofija i društveni pokret kritičke pedagogije. O povijesti nastanka kritičke teorije u području obrazovanja vidi Isaac Gottesman (2016), Kritički zaokret u obrazovanju: od marksističke kritike do strukturalnog feminizma do kritičkih teorija rase (New York: Routledge). 

## Kritika
Iako su kritički teoretičari često definirani kao marksistički intelektualci, njihova tendencija da demantiraju neke marksističke koncepte i da miješaju marksističke analize s drugim sociološkim i filozofskim tradicijama, rezultirala je optužbama za revizionizam od strane klasičnih, ortodoksnih i analitičkih marksista i filozofa koji su podržavali marksizam-lenjinizam ideologiju. Martin Jay izjavio je da se prva generacija kritičke teorije najbolje shvaća ne kao promicanje određenog filozofskog plana ili specifične ideologije, već kao " gadling drugih sustava".
Kritična je teorija kritizirana zbog toga što nije nudila jasan plan za političko djelovanje (praxis) nakon kritike, često odbacujući bilo kakva rješenja (kao što je koncept Herberta Marcusea o "velikom odbijanju ", što je dovodilo do suzdržavanja od sudjelovanja u aktivnim političkim promjenama).

## Vanjske poveznice
- Kritička teorija, Stanfordska enciklopedija filozofije
- "The Frankfurt School and Critical Theory". Internet enciklopedija filozofije.
- Gerhardt, Christina. "Frankfurtska škola." Međunarodna enciklopedija revolucije i prosvjeda. Ness, Immanuel (ur.). Blackwell Publishing, 2009. Blackwell referenca na mreži,
- „Teorija: Smrt nije kraj“ Kratka povijest akademske kritičke teorije časopisa N + 1.
- Kritičko pravno razmišljanje Kritička web stranica koja upotrebljava kritičku teoriju u analizi zakona i politike.
- L. Corchia, Jürgen Habermas. A Bibliografija: radovi i studije (1952-2013), Pisa, Edizioni Il Campano - Sveučilišne knjige Arnus, 2013., 606 str.
- Sim, S., i Van Loon, B. (2009). Uvođenje kritičke teorije: Grafički vodič. Icon Books Ltd.